# Anne De Baetzelier
Anne De Baetzelier (Gent, 15 augustus 1964) is een Vlaamse presentatrice en voormalig omroepster. In 1989 werd ze gekozen als Miss België. In de jaren erop bouwde ze een carrière uit als presentatrice, en in 2009 ook in de politiek.

## Carrière
De Baetzelier zette haar eerste stappen als presentatrice in het tv-programma Bingo op de BRT in 1988.
Het jaar daarop, in 1989, werd ze gekroond tot Miss België. In hetzelfde jaar bood VTM haar een contract aan als omroepster. Ze nam het aan en was de daaropvolgende achttien jaar te zien als een van de vaste omroepsters op VTM.
Daarnaast presenteerde ze verschillende programma's, zoals Rap klap, Dames en Heren, Het 3-stedenspel en De 1-2-3-show. Het bekendst werd ze als presentatrice, naast Willy Sommers, van Tien Om Te Zien. Ze volgde in 1996 Bea Van der Maat op. In de beginjaren werd dit programma wekelijks uitgezonden, maar de laatste jaren enkel maar in de zomermaanden.
De Baetzelier was ook te horen als presentatrice op Radio Mango, de zender die in 2008 samen met andere zenders Nostalgie werd.
Toen in 2002 Ilse De Meulemeester op zwangerschapsverlof ging, werd De Baetzelier medepresentatrice van Lekker Thuis, een programma met tv-kok Piet Huysentruyt. Ook in 2002 werd De Baetzelier presentatrice van het showbizzprogramma Exclusief. Dit liep echter niet zo lang, omdat het de concurrentie met De Rode Loper op TV1 niet aankon.
In 2004 begon De Baetzelier met de presentatie van Puzzeltijd, een nieuwe quiz/belspel van VTM.
In de zomer 2005 werd Willy Sommers ontslagen als presentator van Tien Om Te Zien. De Baetzelier werd de enige presentator van het programma. Wel deed Elke Vanelderen backstage interviews met de optredende artiesten.
In 2006 en 2007 presenteerde De Baetzelier het Schlagerfestival.
In de zomer van 2006 startte De Baetzelier met het maken van reportages voor het VTM-showbizzprogramma Splash!.
Op 31 december 2006 presenteerde De Baetzelier voor de laatste keer het programma Puzzeltijd. Stéphanie Meire en Amaryllis Temmerman namen haar deel van de presentatie over.
Begin 2007 was De Baetzelier te zien in het VTM-programma Celebrity Shock. Daarin nam ze samen met acteur Axel Daeseleire deel aan een Ayahuasca-ritueel. In oktober van datzelfde jaar werd besloten om haar contract bij VTM niet langer te vernieuwen. Hierdoor stopte ze na achttien jaar met omroepen op VTM.
In 2008 werd bekend dat De Baetzelier de nieuwe presentatrice zou worden van het programma 1000 Seconden, te zien op Vitaya. Ze ging ook presenteren op de nieuwe landelijke commerciële radiozender Nostalgie. Wel zou ze die zomer te zien zijn als presentatrice van Tien Om Te Zien.
In 2009 was ze niet meer te zien als presentatrice in Tien Om Te Zien. Dat meldde ze op de persconferenctie bij Lijst Dedecker. Ook haar projecten bij Vitaya en Nostalgie stopte ze tijdelijk.
In 2009 maakte De Baetzelier de overstap naar de politiek. Ze kwam op voor de Vlaamse verkiezingen in 2009 voor Lijst Dedecker in de provincie Vlaams-Brabant. Ze behaalde 8103 voorkeurstemmen, het hoogste aantal in haar kieskring Vlaams-Brabant voor Lijst Dedecker. Desondanks raakte ze niet verkozen. Met deze score stond ze in de top 20 van de kandidaten met de meeste stemmen in Vlaams-Brabant (alle partijen).
Ook Europees stond zij op de LDD-lijst voor het Europees Parlement. Hierin behaalde zij 19.753 voorkeurstemmen en dit van op de 11e plaats. Dit was de op een na beste score na Jean-Marie Dedecker voor de hele partij LDD. Na de zomer 2010 kondigt ze aan dat ze de politiek verlaat.
De Baetzelier keerde na haar politieke stappen terug naar haar basis: meertalige presentatieopdrachten voor bedrijven.
In 2011 nam ze nog wel deel aan Expeditie Robinson, waarbij ze achtste werd.
In mei 2014 maakte VTM bekend dat naar aanleiding van het 25-jarig bestaan van de zender, Tien Om Te Zien even terugkeert in augustus 2014 onder de naam Tien Om Tegen De Sterren Op Te Zien. De Baetzelier werd niet gevraagd voor de presentatie, haar oud-medepresentator Willy Sommers echter wel. Hij presenteerde dit programma samen met Nathalie Meskens, die De Baetzelier imiteerde.
In 2021 werd tijdens de zomermaanden het samenvattend programma "Tien om te Zien: de zomer van 199X" waarbij de beste acts van dat jaar uit de zomereditie te zien waren, met de nodige commentaren van de betreffende presentatoren of artiesten. Die uitzendingen zorgden nogmaals voor een warme oproep om dit legendarische programma terug te brengen, met het presentatorsduo Willy Sommers en Anne De Baetzelier, aangevuld met Laura Tesoro en Aaron Blommaert. Deze aflevering werd opgenomen op woensdag 25 augustus 2021 op het Epernayplein in Middelkerke en uitgezonden op VTM op woensdag 1 september 2021.